# إسفغنون سبخي
إسفغنون سبخي  (الاسم العلمي:Sphagnum palustre) هو نوع من النباتات يتبع جنس الإسفغنون من الفصيلة الإسفغنونية.